# Roseline Filion
Roseline Filion (Laval, 3 de julio de 1987) es una deportista canadiense que compitió en saltos de plataforma.
Participó en tres Juegos Olímpicos de Verano, entre los años 2008 y 2016, obteniendo dos medallas de bronce, una en Londres 2012, en sincronizado (junto con Meaghan Benfeito), y una en Río de Janeiro 2016, en sincronizado (con Meaghan Benfeito).
Ganó tres medallas en el Campeonato Mundial de Natación entre los años 2005 y 2015, y tres medallas en los Juegos Panamericanos, en los años 2011 y 2015.

## Palmarés internacional
| Juegos Olímpicos     | Juegos Olímpicos        | Juegos Olímpicos  | Juegos Olímpicos       |
| Año                  | Lugar                   | Medalla           | Prueba                 |
| -------------------- | ----------------------- | ----------------- | ---------------------- |
| 2012                 | Londres (Reino Unido)   | Medalla de bronce | Plataforma 10 m sincro |
| 2016                 | Río de Janeiro (Brasil) | Medalla de bronce | Plataforma 10 m sincro |
| Campeonato Mundial   |                         |                   |                        |
| Año                  | Lugar                   | Medalla           | Prueba                 |
| 2005                 | Montreal (Canadá)       | Medalla de bronce | Plataforma 10 m sincro |
| 2013                 | Barcelona (España)      | Medalla de plata  | Plataforma 10 m sincro |
| 2015                 | Kazán (Rusia)           | Medalla de plata  | Plataforma 10 m sincro |
| Juegos Panamericanos |                         |                   |                        |
| Año                  | Lugar                   | Medalla           | Prueba                 |
| 2011                 | Guadalajara (México)    | Medalla de plata  | Plataforma 10 m sincro |
| 2015                 | Toronto (Canadá)        | Medalla de oro    | Plataforma 10 m sincro |
| 2015                 | Toronto (Canadá)        | Medalla de plata  | Plataforma 10 m        |